# Мешки ЧК (Латвия)
«Мешки ЧК» (латыш. «Čekas maisi») — неофициальное название документов КГБ Латвийской ССР, находящихся в распоряжении Бюро по защите Конституции и включающих в себя статистическую и алфавитную картотеку агентов КГБ Латвийской ССР, регистрационные журналы дел существующих агентов, уничтоженных дел и несостоявшихся вербовок, а также другие документы. В число документов входят также журналы, в которых зарегистрированы адреса агентов, резидентов, конспиративных квартир, в основном, с 1953 до 1987 года.
По данным Центра документирования последствий тоталитаризма, с 1953 по 1991 год в КГБ Латвийской ССР было зарегистрировано около 25 000 агентов, а до 1950-х годов их количество составляло до 50 000. В 1994 году Пятый Сейм принял закон, запрещавший раскрывать имена людей, упомянутые в картотеках и журналах. Закон оговорил статус секретности на 10 лет, но в 2004 году срок обнародования картотеки был отложен на 30 лет. В 2014 году 12-й Сейм принял поправки к закону, которые предусматривали обнародовать документы КГБ в 2018 году, по окончании работы Научно-исследовательской комиссии по деятельности КГБ Латвийской ССР.

## Содержание
В Картотеке агентов и внештатных оперативных сотрудников КГБ Латвийской ССР зафиксировано около четырёх с половиной тысяч лиц. Точные цифры можно будет узнать только после оцифровки документов, так как одно и то же лицо может быть включено в несколько картотек. 20 декабря 2018 года документы КГБ опубликованы в сканированном виде и в интернете доступны в формате PDF с ограниченной возможностью поиска. По свидетельству историка Карлиса Кангериса, в картотеке из 4300 лиц массивнее прочих представлены деятели культуры, их 583.
- Картотека агентуры КГБ, в которой указаны: фамилия, имя, отчество, год рождения, место, адрес, место работы и занимаемая должность человека, фамилия вербовщика, должность и фамилия начальника, утвердившего вербовку, дата вербовки, отметки об исключении агента. В двух идентичных картотеках, отличающихся только способом оформления, содержатся:
  - алфавитная картотека (10 612 карточек) со сведениями об агентах и кандидатах на вербовку, исключенных агентах, сообщения о сотрудничестве лиц, намеревавшихся выехать за границу, с 1-м управлением КГБ (занималось разведкой), а также с данными кандидатов для вербовки в особый период (война или другие чрезвычайные обстоятельства);
  - статистическая картотека (4141 карточка) данных о работающих агентах, отсортированных по направлениям деятельности и территориальным подразделениям КГБ.
- Картотека внештатных оперативных сотрудников КГБ (75 карточек) содержит сведения о лицах, которые на общественных началах оказывают помощь органам государственной безопасности в контрразведывательной работе в промышленности и на транспорте, а также на отдельных объектах и в учреждениях Министерства обороны. У внештатных сотрудников нет клички, но номер дела и аббревиатура, состоящая из первых букв имени, фамилии и отчества.
- Документы Центрального комитета Коммунистической партии Латвии (1946—1991) — 69 списков, 11 589 дел, которые содержат переписку ЦК Компартии Латвии с другими организациями, протоколы заседаний и стенограммы, а также 2026 личных дел сотрудников, в которых собрана информация об их карьере.
- Телефонный справочник сотрудников КГБ (1988).

## История
Эпопея так называемых «Мешков ЧК» началась в дни январских баррикад 1991 года, когда из труб здания КГБ Латвийской ССР в Риге, на улице Бривибас 61, несколько дней струился чёрный дым и обыватели предполагали, что там сжигаются какие-то документы. Однако КГБ Латвийской ССР благополучно просуществовал до августа 1991 года, когда после провала августовского путча в Москве указом президента России Бориса Ельцина от 24 августа была признана независимость Латвии. После мирной передачи здания КГБ картотека попала в распоряжение МВД Латвийской Республики.
Верховный Совет Латвийской Республики 24 августа 1991 года признал КГБ преступной организацией, но документам КГБ не был присвоен статус секретности, и они хранились в архиве. По словам Андриса Паула-Павула, который в 1993 году возглавил парламентскую следственную комиссию с полномочиями изучить документы КГБ, в Верховном Совете за независимость Латвии проголосовало 36 агентов КГБ.

### Публикация документов
В 1994 году Пятый Сейм принял, а президент страны Гунтис Улманис утвердил закон «О сохранении, использовании документов бывшего Комитета государственной безопасности и констатации факта сотрудничества лиц с КГБ Латвийской ССР», который установил статус секретности для документов, который должен был быть снят через 10 лет. Уже в VII Сейме Народная партия и ТБ/ДННЛ подали законопроекты о публикации документов КГБ, однако они не были поддержаны.
В 2004 году обнародование документов было отложено на 30 лет. Против этого голосовали Национальное объединение «Все для Латвии!»—"Отечеству и Свободе/ДННЛ", а также «Центр Согласия», которые предложили опубликовать картотеку вместе с со списками штатных работников КГБ и ЦК КПЛ и научными комментариями.
В мае 2014 года XII Сейм смягчил статус секретности для документов КГБ, позволяя человеку узнать, есть ли его имя в картотеке, и принял поправки к закону, которые предусматривали после окончании работы Научно-исследовательской комиссии по изучению деятельности КГБ Латвийской ССР (в 2018 году, 31 мая) обнародовать документы КГБ, в установленном Кабинетом министров порядке и объеме. Указанная комиссия не раз указывала на препятствия для работы, чинимые в хранящем документы Бюро по защите Конституции. Между тем руководители государства упрекали исследователей в том, что они не сотрудничают с Бюро. Историк Карлис Кангерис считает, что в Бюро хранится лишь около 0,2 % всех материалов КГБ. Большая часть находится в Латвийском Национальном архиве.

### Запрет сотрудникам КГБ на участие в органах государственной власти
13 января 1994 года Сейм принял закон «О выборах городских дум, районных и поселковых советов», ст. 9 которого (п.4) оговаривала запрет баллотироваться в эти выборные органы бывшим и существующим сотрудникам КГБ СССР и Латвийской ССР, Минобороны СССР, служб госбезопасности России и других стран, служащим армии, разведки и контрразведки (штатным и нештатным), резидентам упомянутых учреждений или держателям конспиративных квартир.
25 мая 1995 года Сейм принял закон «О выборах в Сейм», в котором имелись статьи, запрещающие бывшим работникам спецслужб СССР, Латвийской ССР и иностранных государств баллотироваться в парламент, наряду с лицами, которые после 13 января 1991 года работали в КПСС (Компартии Латвии), Интерфронте трудящихся Латвии, Объединённом совете трудовых коллективов, Вселатвийском комитете общественного спасения и их региональных организациях (ст. 5).
Считалось, что этот закон был направлен главным образом против активного деятеля Народного фронта, кадрового офицера КГБ Юриса Боярса и популярного политика, бывшего офицера пограничной службы СССР Яниса Адамсона («Капитан Акула»).

#### Дело Боярса
30 августа 2000 года Конституционный суд в деле Nr. 2000-03-01 рассмотрел иск 20 депутатов 7-го Сейма от ЗаПЧЕЛ о соответствии указанных законов статьям 1, 9, 91 и 101 Конституции и ст. 25 и 26 Международного пакта о гражданских и политических правах, к которому Латвия присоединилась декларацией Верховного совета «О присоединении Латвийской республики к международным документам в вопросах прав человека» от 4 мая 1990 года, а 14 июля 1992 года он вступил в силу. Пакт устанавливает равенство всех людей перед законом и их право голосовать и быть избранным без дискриминации. Суд решил, что иск депутатов не обоснован и законы соответствуют Конституции и Международному пакту. Он также счел необязательным применение Резолюции парламентской ассамблеи Совета Европы Nr. 1096 (1996) «О мероприятиях по ликвидации наследия бывших коммунистических тоталитарных систем», предусматривавшей пятилетние временные рамки для дискриминации по политическим мотивам и завершение люстрации до 31 декабря 1999 года. Он сослался на то, что общественно-политическая ситуация в каждой стране должна оцениваться индивидуально, поскольку даже в упомянутой резолюции высказывались сомнения, что переход к демократии может потерпеть неудачу и в результате произойдет «бархатное» восстановление предыдущего тоталитарного режима.
16 мая 2006 года Конституционный суд рассмотрел повторный иск 20 депутатов Сейма и конституционную жалобу Юриса Боярса по тому же вопросу и констатировал, что нормы закона Конституции соответствуют, а ограничения в отношении персонально Юриса Боярса — нет, так как он доказал верность Отечеству своей деятельностью в Народном фронте и Верховном Совете Латвийской ССР.

#### Судебная практика по лицам, упомянутым в картотеке
Вступивший в силу 3 июня 1994 года закон «О сохранении, использовании документов бывшего Комитета государственной безопасности и констатации факта сотрудничества лиц с КГБ Латвийской ССР»  предусматривал особый порядок рассмотрения подобных дел, которые могли быть возбуждены по заявлению выборных органов, учреждений государства и самоуправлений, где подозреваемая персона занимает должность, которую ей по закону занимать нельзя. До конца 2015 года в соответствии с этим законом было рассмотрено 298 таких дел и только в 2 случаях суд принял решение о констатации сотрудничества: в  2007 и 2010 годах.
Когда прокурор при проверке материалов дела констатировал, что полностью доказано, что какая-то персона числилась на учёте в картотеке агентуры КГБ Латвийской ССР, нельзя сделать категорический вывод о том, что это делалось сознательно и тайно ввиду невозможности получить дополнительные доказательства, поскольку личные и рабочие дела агентов вывезены из Латвии, а допросить бывших работников КГБ Латвийской ССР  невозможно (они либо живут и работают в Российской Федерации и не являются для допросов, либо скончались). В связи с тем, что в материалах проверки имеются только копии учётных документов, но нет оперативных дел и рабочих дел, сообщений с подписями проверяемой персоны, суд признавал, что невозможно констатировать факт её сознательного и тайного сотрудничества с КГБ Латвийской ССР и то, что персона находилась в статусе агента или доверенной персоны этой организации.

## В других странах
В Германии бывшим сотрудникам Штази был установлен 15-летний запрет занимать определенные должности, но не было запрещено баллотироваться на выборах.
В Эстонии было решено, что до 31 декабря 2000 года кандидатам на посты президента, депутатов парламента и муниципалитетов, членов правительства, судей и целый ряд других высоких государственных должностей необходимо принести письменную присягу, что они не сотрудничали и не работали в спецслужбах оккупационных властей. Если суд признает присягу ложной, кандидат будет удален из списка, мандат признают недействительным, и кандидат не будет утвержден в должности или будет отстранен от нее. После 31 декабря 2000 года требование принесения присяги продлили. Кроме того, с 1997 года в Эстонии опубликованы списки сотрудников КГБ, которые в определенное время сами не признались в сотрудничестве.
Чешская Республика в 1991 году приняла закон о люстрации, установив ограничения для информаторов спецслужб занимать должности в законодательной, судебной и исполнительной власти, в армии, на радио, ТВ, в прессе. Запрет функционерам и должностным лицам секретной службы (StB) занимать определённые должности был в 2000 году продлён на неограниченное время. В марте 2003 года были опубликованы списки коллаборационистов.
В Литве в 1998 году был принят закон «Об оценке КГБ СССР (НКВД, НГБ, МГБ) и текущей деятельности штатных сотрудников этой организации», который сделал исключение в поражении в правах для сотрудников, занимавшихся расследованием только уголовных дел (поскольку в ведение КГБ входили не только разведка, контрразведка и обеспечение внутренней безопасности, но и борьба с организованной преступностью и обеспечение безопасности на транспорте). В 2001 году были опубликованы списки агентов, не признавшихся добровольно в сотрудничестве с КГБ. В обязательном порядке предавались гласности заключения на эту тему о  президенте, членах правительства и Сейма, депутатах самоуправлений, прокурорах, судьях и кандидатах на эти должности. Кадровым сотрудникам спецслужб запрещено занимать должности в Сейме, правительстве, на гражданской службе, в адвокатуре, банках, системах связи, на стратегических хозяйственных объектах.
Остальные посткоммунистические страны Центральной и Восточной Европы уже с начала 1990-х годов провели процессы люстрации, принимая и реализуя конкретные законы.
Опыт постсоциалистических стран в преодолении последствий «предыдущего режима» и переходе к демократии отражён в резолюции Парламентской ассамблеи Совета Европы Nr.1096 (1996) "О мероприятиях по ликвидации наследия бывшей коммунистической тоталитарной системы [Resolution 1096 (1996) on measures to dismantle the heritage of former communist totalitarian systems]. В ней со ссылкой на документ Комитета Евросовета по юридическим вопросам и правам человека Nr.7568 о требованиях правового государства при применении закона о люстрации и связанных с этим административных мер (Guidelines to ensure that lustration laws and similar administrative measures comply with the requirements of a state based on the rule of law) подчёркнуто, что «дисквалификация в процессе люстрации не должна превышать пяти лет, так как нельзя принижать возможность, что в отношении человека и его привычки появятся позитивные перемены; желательно завершить процесс люстрации до 31 декабря 1999 года, поскольку к этому времени демократическая система в бывших коммунистических тоталитарных государствах должна быть стабильной».

## Публикация
В 2015 году Лидия Доронина-Ласмане, Дагмара Бейтнере-Ле Галль, Кнутс Скуениекс, Лиана Ланга, Рудите Калпиня, Мартин Mинтаурс,  Скайдрите Ласмане и Ивета Шимкус, священник Павел Бруверс направили письмо президенту Раймонду Вейонису, председателю Сейма Инаре Mурниеце и президенту министров Лаймдоте Страуюме, призвав принять закон о люстрации и указав, что «через 25 лет после восстановления Латвийской Республики не произошло ни юридической, ни моральной оценки последствий оккупации и коллаборационизма. Предатели не признали свои преступные деяния, не получили осуждения, а жертвы — искупления». Кроме того, с течением времени некоторые дела из архива исчезли.
4 октября 2018 года Сейм в окончательном чтении принял и 16 октября президент страны Раймонд Вейонис провозгласил поправки к закону «О сохранении, использовании документов бывшего Комитета государственной безопасности и констатации факта сотрудничества лиц с КГБ».
Они обязывали опубликовать алфавитную и статистическую картотеки КГБ, картотеку учета внештатных оперативных сотрудников, телефонный справочник КГБ и доступные в архивах документы Коммунистической партии Латвии. Установлено, что Центр документирования последствий тоталитаризма до 3 декабря 2018 года передаст эти документы Латвийскому Национальному архиву для публикации на его сайте до 31 декабря 2018 года.
Опубликованные документы с 20 декабря 2018 года доступны на веб-сайте «kgb.arhivi.lv».